# William Morrison
William Morrison (23 de agosto de 1855-29 de agosto de 1927) fue un químico escocés. 
Su experiencia en química despertó su interés en mejorar las baterías de almacenamiento de energía eléctrica. Se concentró en cómo producir la mayor cantidad de energía disponible para una unidad de peso para lograr una mayor eficiencia en el funcionamiento de una celda de batería individual. Con el tiempo, desarrolló baterías de almacenamiento mucho más potentes que las disponibles en ese momento. Para demostrar sus baterías, Morrison instaló 24 de ellas en un carruaje tirado por caballos común y conectó un motor eléctrico al eje trasero para ser impulsado por ellas. A través de varias innovaciones, desarrolló los controles para la potencia utilizada y la dirección del vehículo para que el conductor tuviera el control total. Morrison inventó el primer carro eléctrico práctico de cuatro ruedas autopropulsado en los Estados Unidos. Su vehículo eléctrico fue el primero en conducirse en Chicago y en su ciudad natal de Des Moines, Iowa. Este buggy eléctrico sin caballos de finales del siglo XIX ayudó a allanar el camino para el automóvil eléctrico híbrido del siglo XXI.

## Carros eléctricos

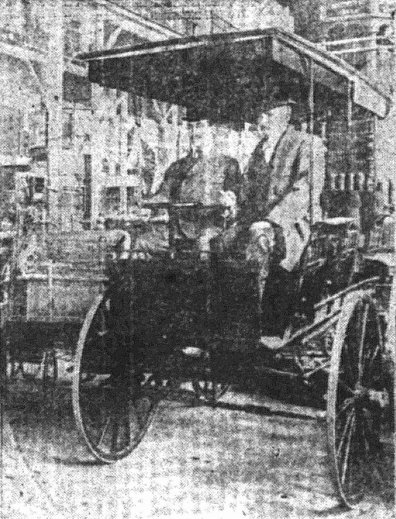
Lew Arntz y Morrison sentados en un automóvil eléctrico 1890

Morrison tenía un laboratorio secreto en el sótano en el centro de Des Moines, donde trabajaba con baterías de almacenamiento y un carro eléctrico autopropulsado. Se refirió al sitio como "la cueva". Construyó un prototipo del primer carro eléctrico en 1887. Morrison tenía un ingeniero mecánico, el Dr. Lew Arntz, que trabajaba con él y ensamblaba lo que diseñaba. Entre 1888 y 1890 Morrison diseñó una segunda versión de su carro eléctrico que tenía mejoras en su motor eléctrico, tren de engranajes, baterías y mecanismo de dirección. Las modificaciones hicieron que su carruaje fuera práctico y útil y es el que se hizo famoso: el primer automóvil eléctrico práctico construido en los Estados Unidos. Para demostrar la utilidad de la invención de Morrison, el vehículo se inscribió en el desfile Seni Om Sed de 1890 en Des Moines, donde había entre 85.000 y 100.000 espectadores. El vehículo a batería transportaba a siete pasajeros. El químico condujo su automóvil eléctrico por toda la ciudad durante semanas después del desfile. Se destacó en varias carreras. El espectáculo del primer automóvil práctico en las calles de Des Moines se publicó en varios periódicos y revistas. Se corrió la voz por todo el mundo sobre el carruaje que no requería caballos y era móvil por sus propios medios. Antes de fin de año, Morrison había recibido más de 16.000 cartas solicitando información sobre su carro eléctrico autopropulsado (auto-móvil).
Morrison afirmó que su carruaje sin caballos fue el primer automóvil práctico de pasajeros exitoso de cualquier tipo en el mundo y ofreció $ 5,000 (en dólares de 1890) a cualquiera que pudiera mostrar fotografías que demostrara lo contrario. Las publicaciones comerciales Western Electrician de Chicago y Scientific American de Nueva York respaldaron sus afirmaciones. El premio nunca se recogió.

### Descripción
El carruaje eléctrico de Morrison podía transportar hasta doce pasajeros en sus tres bancos. El vehículo podría moverse lentamente o navegar a 23 km/h en una carretera plana y uniforme. Tenía una velocidad máxima de 32 km/h. Estaba dirigido por una pequeña rueda horizontal controlada por las manos del conductor. El volante tenía un aparato de varilla vertical unido a una estructura de engranaje de piñón y cremallera que respondía al giro más pequeño y alteraba el ángulo de las ruedas delanteras para cambiar el rumbo del vehículo. La carrocería del carro fue construida por la Shaver Carriage Company en Des Moines como un surrey normal, pero sin las características necesarias para sujetar caballos. Las cuatro ruedas de madera tenían un borde de acero para brindar protección adicional contra carreteras en mal estado. El carro móvil autopropulsado tenía un embrague de fricción que transfería la potencia del motor eléctrico a las ruedas traseras por medio de engranajes. 
Morrison produjo doce carros eléctricos sin caballos, incluido el prototipo original de 1897. Los once carruajes que Morrison diseñó y construyó después de que el prototipo se vendiera por 3600 dólares cada uno. Ninguno de ellos existe hoy.  Su concepto de automóviles eléctricos se hizo popular y, antes de finales del siglo XIX, alrededor de un tercio de todos los automóviles eran eléctricos. La popularidad de los carros eléctricos sin caballos alcanzó su punto máximo en 1912, cuando se registró que más de 30.000 en los Estados Unidos funcionaban únicamente con baterías eléctricas. Se les conocía como coche eléctrico.  El cambio a los vehículos de gasolina dominó la segunda mitad del siglo XX. El primer vehículo híbrido que usa una combinación de motor de gasolina y motor eléctrico, fue lanzado en 1997; este concepto se popularizó en el siglo XXI. 

### Baterías

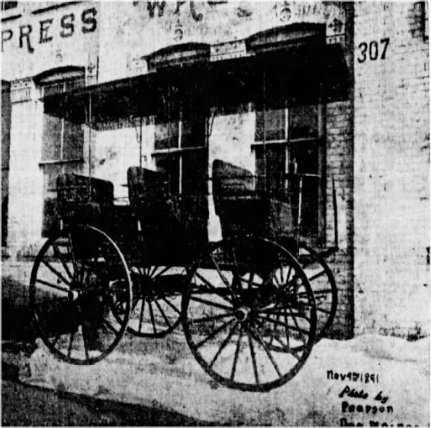
Un carro eléctrico Morrison-Strugis 1891; el pie de foto dice: "9 de noviembre de 1891 Foto de Pearson, Des Moines, Iowa".

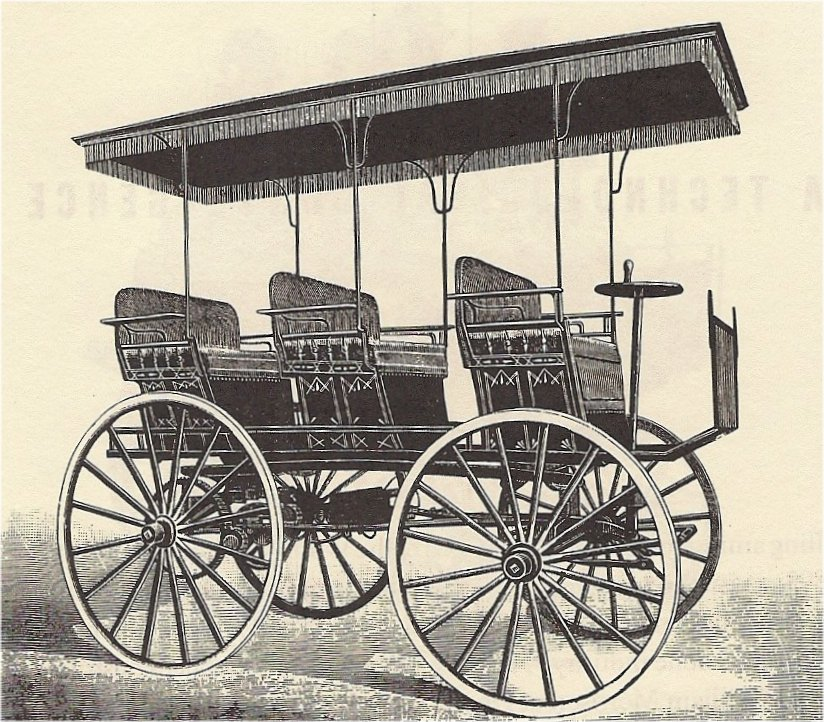
Morrison–MacDonald Electric 1892

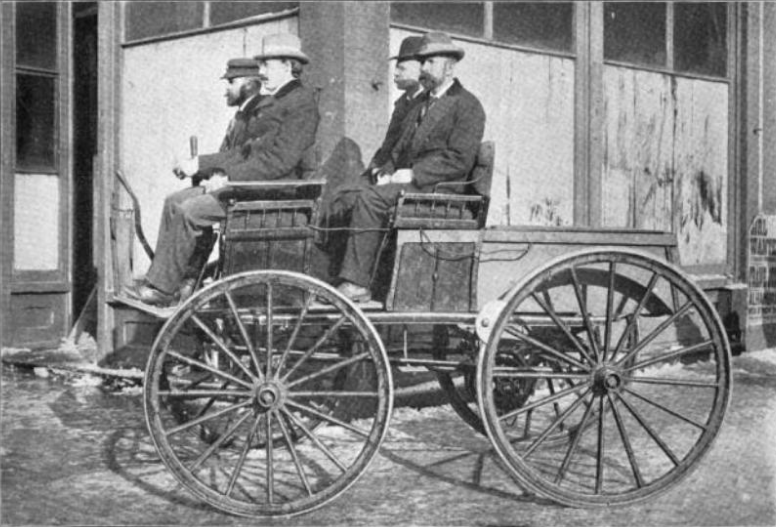
Carruaje eléctrico Morrison de Sturgis, modificado para la carrera automovilística Times-Herald con baterías adicionales agregadas para mayor potencia.

Las 24 celdas de la batería de almacenamiento que producían una salida de 112 amperios a 58 voltios se almacenaban debajo de la primera fila de asientos donde se sentaba el conductor. Pesaban 348 kg y funcionaban con un motor eléctrico de carro modificado de cuatro caballos de fuerza unido a las ruedas traseras para propulsar el carro. La bobina electromagnética se rebobina por Morrison para ser práctico para sus baterías que corría en torno al 15% de un voltaje de tranvía. La velocidad del vehículo dependía de cuántas celdas estaban en uso al mismo tiempo.  
Tenía tres velocidades que dependían de la agrupación con celdas de batería de interruptores en cantidades de 8, 12 o 24. El conductor controlaba la velocidad y la dirección. Las baterías debían recargarse cada 80 km de conducción. Eso era lo más lejos que podía viajar un vehículo en un día, ya que para entonces las baterías se habían agotado. Luego su recarga que se realizaba por la noche tomaba doce horas.